# 四平专区
四平专区，中华人民共和国吉林省已撤销的专区，在今吉林省南部。
1958年置，专员公署驻四平市。辖原由省直辖的四平、辽源2市；原公主岭专区所属公主岭市及怀德、梨树、伊通、东辽4县；原属白城专区的双辽县；原属通化专区的东丰县。四平专区辖3市、6县。
1960年，撤销公主岭市，并入怀德县；撤销东辽县，并入辽源市。1962年，复设东辽县。四平专区辖2市、6县。1968年，撤销四平专区，改置四平地区。